# 72841 Manolaneri
72841 Manolaneri è un asteroide della fascia principale. Scoperto nel 2001, presenta un'orbita caratterizzata da un semiasse maggiore pari a 2,947861 UA e da un'eccentricità di 0,054254, inclinata di 2,834543° rispetto all'eclittica.